# Claudia Cataldi
Claudia Cataldi Padron Áureo, conhecida como Claudia Cataldi (Rio de Janeiro, 14 de março de 1971) é uma repórter, jornalista, advogada, apresentadora de televisão, radialista, publicitária, professora, palestrante internacional e escritora brasileira.

## Carreira
Desde 2006 apresentou na Rede Bandeirantes de Televisão, o programa Responsa Habilidade.
Participou na Rede CNT de Televisão dos Programas Deles & Delas e Jogo do Poder, apresentando-os. Ambos focados na política nacional.
No Governo do Estado do Rio de Janeiro, foi Superintendente Assessora-Chefeda Secretaria de Estado de Direito Humanos e Políticas para as Mulheres e Idosos, tendo sido também Ouvidora do Governo do Estado do Rio de Janeiro através da Secretaria de Prevenção à Dependência Química Estadual, quando foi convidada para assumir posição executiva no board da Presidência da Casa da Moeda do Brasil.
Foi Sub Secretária de Governo do Município de São João de Meriti e Secretária Municipal de Comunicação, Promoção, Marketing e Eventos no município de Duque de Caxias, de onde saiu para assumir a produção Executiva da TV Record-Rio.
É Presidente da Associação Brasileira de Imprensa de Mídia Eletrônica e Digital - RJ, e diretora de Jornalismo, Mídia Eletrônica e Divulgação da Associação Nacional e Internacional de Imprensa.
É Membro do Conselho Consultivo, e da Comissão de Defesa da Liberdade de Imprensa, Expressão e Direitos Humanos; da Comissão Especial de Debate sobre Segurança Pública e do Núcleo de Jornalismo Investigativo.
É palestrante Internacional, tendo ministrado palestras no Brasil e no exterior.
Embaixadora da Paz pela United Peace Federation, entidade com status consultivo geral do Conselho Econômico da ONU.
Correspondente Internacional de Imprensa da Linha Aberta Magazine, sediada na Flórida, com veiculação em todo os EUA, e de jornais em NY e NJ. Reconhecida com Certificação Profissional de Media pela International Association of Press Photographers Inc., subsidiária da United Journalists & Photographers Ass´n nos campos Política e Legal.
Mediadora de Festivais Literários Internacionais (Flipoços) e Nacionais(Rio+Agro), assim como do maior evento mundial do setor editorial sediado na Alemanha, a Frankfurter Buchmesse.
Apresenta atualmente o programa Alerj Entrevista, na TV Alerj, a televisão da Assembleia Legislativa do Estado do Rio de Janeiro, onde entrevista autoridades dos poderes: Legislativo, Executivo e Judiciário.
É professora da Pós Graduação  da Elerj-Escola do Legislativo do Estado do Rio de Janeiro, onde ministra classes de Qualidade no Serviço Público, Governança , Media Trainning e Gestão de Crise em Jornalismo para Deputados, Vereadores e servidores públicos.
Coordenadora do Comitê de Governança no Poder Legislativo da Rede Governança Brasil, presente em todo o pais além de Portugal, Peru, Argentina, Suécia, Inglaterra, Suíça, Japão e Chile,  cujo Embaixador é o Ministro do Tribunal de Contas da União, Augusto Nardes, posto que lhe rendeu o convite para assumir assento na Diretoria Executiva da Rede.
Diretora de Comunicação e Marketing da Rede Governança Brasil.
Diretora de Relações Internacionais da ABIME - Associação Brasileira de Imprensa de Mídia Eletrônica e Digital.
Eleita pelo G100 na India, como uma das 100 maiores lideranças femininas do mundo.

## Mestrado
Mestre em Ciência Política e Relações Internacionais, formada pelo IUPERJ-Instituto Universitário de Pesquisas do Estado do Rio de Janeiro, foi selecionada pela Organização das Nações Unidas - ONU em 2007 como bolsista para a pós-graduação em Desenvolvimento Social Sustentável na Universidade Hebraica de Jerusalém (HUJ, na sigla em inglês), na cidade de Rehovot-Israel.
Ministrou aula no Curso de Jornalismo Investigativo na OAB-RJ.
Possui pós-MBA em Marketing pela Coppead-UFRJ.
Pós graduou-se na EPPG-Escola de Políticas Públicas e Governo.

## Radialista
Desde 2008 conduz programa diário na Rádio Fluminense AM, que leva seu nome.
Participa como debatedora de vários programas nas rádios: Globo e Super Rádio Tupi.

## Obras
Escreveu o livro infantil "O Sol que Queria Nascer de Noite", aos 6 anos de idade , referendado pelo imortal da Academia Brasileira de Letras (ABL), Arnaldo Niskier, carregado na plataforma internacional Amazon.com.
Colaborou com o livro "Construindo o Futuro - Novas Gerações na Trilha da Responsabilidade Social",, Editorio, 2013, juntamente com o colega André Trigueiro, Antenor Barros Leal, presidente da Associação Comercial do Rio de Janeiro, Ministro Marcílio Marques Moreira entre outros.
Na Bienal Internacional do Livro 2013, lançou livro infantojuvenil bilíngue "The Salad Family", referendado pelo também imortal da Academia Brasileira de Letras, Carlos Heitor Cony.
Lançou o livro "O Caminho do Sucesso", na Livraria da Vila no Shopping JK, em São Paulo.
.
Já como Imortal, lançou obra referendada pelo ex Presidente da República do Brasil e igualmente Imortal, Fernando Henrique Cardoso, - Hino Nacional Brasileiro para Curiosos - na Bienal Internacional do Livro 2017.
Desta vez contou com o apoio em sua obra, de Furnas Centrais Elétricas, Sebrae, Tribunal de Justiça do Estado do Rio de Janeiro e Imprensa Oficial do Estado do Rio de Janeiro..
Em setembro de 2019 lançou, na 38ª Edição da Bienal Internacional do Livro no Riocentro, mais uma obra: " O Sol que Queria Tomar Banho de Lua", publicada pela Editora Belga, Colli Books.
Escreve artigos para o Jornal O Dia, Revista DAE da SABESP - Companhia de Saneamento Básico do Estado de São Paulo,Baixada Fácil, Manchete On Line e mantém colunas nas Revistas Estação Notícia (publicada pelo Metrô Rio), Plurale do Terceiro Setor, Diário de Petrópolis, Folha Popular, a coluna política e jurídica diária, "Informe" do tradicional e centenário impresso, Jornal O Fluminense, no Portal de Notícias EGO sp, Portal Na Midia, entre outros no Brasil.
Convidada pela Marinha do Brasil, participou com obra, do Salão de Belas Artes de São Paulo, em alusão aos 200 anos da Esquadra, no Centro Cultural dos Correios.
No exterior, é correspondente do Jornal Brazilian Times - EUA, assinando coluna que leva seu nome
, e é colunista do Jornal Imprensa News, e da Revista Linha Aberta Magazine, ambos com circulação principal na Flórida e Orlando, nos Estados Unidos.
Tornou-se referência literária como consultora editorial nos EUA, onde figura tanto nas contra capas dos livros, quanto em sites financeiros americanos.

## Prêmios
Recebeu a Medalha Tiradentes do deputado estadual e Ministro do Ambiente, Carlos Minc em 2010, o Prêmio Beija-Flor da ONG Riovoluntário em 2011,  a do Mérito Pedro Ernesto ( maior comenda da Câmara Municipal do Rio de Janeiro) em 2012, o Prêmio Barbosa Lima Sobrinho de Jornalismo, e o Diploma de Mulher Cidadã Leolinda de Figueiredo Daltro ( outorgado à mulheres que se destacaram em ações sociais).
Ainda em 2012, foi consagrada com o título de Jornalista do Bem, quando aceitou o desafio de ser Madrinha de centenas de crianças em Macaé - Região Norte do Estado do Rio de Janeiro - vendendo através de seu prestígio, quantidade recorde de sanduíches no Mc Dia Feliz, campanha mundial da rede internacional de fast food. Em 2013, o Diploma Cristo Redentor da deputada estadual Myrian Rios, outorgado em 2014 na Alerj assim como a maior comenda jornalística da Câmara de Vereadores de Niterói, a Medalha José Cândido de Carvalho.  Em agosto de 2015, foi condecorada com o Troféu Dom Quixote pelo Presidente do Tribunal de Justiça do Estado do Rio de Janeiro, desembargador Luiz Fernando Ribeiro Carvalho, e o título de Comendadora com a Medalha Leonardo Da Vinci, da Academia de Belas Artes de Niterói. Já em setembro, foi agraciada pelo Sindicato dos Professores Públicos do Estado - UPPES, com a Medalha: "Ícone da Educação".
É conselheira de Meio Ambiente e de Turismo da Associação Comercial do Rio de Janeiro e do Conselho Empresarial de Gestão Estratégica e Competitividade da Firjan-RJ. Em fevereiro, é empossada como delegada na Associação Nacional e Internacional de Imprensa. Eleita Sócia Honorária do Instituto Histórico e Geográfico de Niterói. Em março foi escolhida pelo Poder Judiciário do Estado do Rio de Janeiro, para apresentar a posse do presidente da OAB-RJ, no palco do Theatro Municipal do Rio de Janeiro. Em maio de 2016 foi condecorada pela Câmara de Vereadores de Niterói com Moção Honrosa, juntamente com o Corpo de Bombeiros. Na tarde da posse do novo presidente da república do Brasil, Michel Temer, foi recebida por ele, com exclusividade no Palácio do Jaburu, minutos antes da cerimônia oficial no Palácio da Alvorada. Ainda no mesmo mês, recebeu o Título de Cidadã Niteroiense das mãos do presidente da Câmara de Vereadores de Niterói, Paulo Bagueira, diante de um plenário repleto de autoridades
e na mesma semana, recebeu o Tílulo de Embaixadora do Rio de Janeiro em cerimônia na Casa Julieta de Serpa. Em junho virou nome de prato do tradicionalíssimo restaurante Atrium dentro do tricentenário Paço Imperial na Praça XV - Centro do Rio, por seu trabalho jornalístico sempre voltado ao bem estar social. Na ocasião, diante de desembargadores, políticos e empresários, foi descerrada uma placa na parede do estabelecimento, sacramentando Cataldi na história da Cidade.
Recebeu na véspera do Dia Internacional da Mulher de 2022, em sessão solene na Câmara de Vereadores de São Paulo, medalha e diploma em reconhecimento à sua inestimável colaboração jornalística, à história da pátria e serviços relevantes ao Brasil.

## Novelas
Na Tv Globo, foi convidada para fazer participação especial na novela Alto Astral, assim como: Claudia Raia, Maitê Proença, etc. atuando como Mônica, a responsável pela aquisição do anel de casamento dos enamorados, Marcos (Thiago Lacerda) e sua amante, Sueli (Débora Nascimento), com quem contracenou..
Foi novamente convidada pela Rede Globo de Televisão para participação especial na teledramaturgia brasileira, atuando como a gerente de banco, Denise, na novela Haja Coração, contracenando desta vez com a atriz Bruna Griphao, que deu vida à órfã Carol na novela das 7.

## Cinema
No cinema, interpretou o "Anjo Bom" que recebia no céu o protagonista, o poeta Casimiro de Abreu(Danton Mello), que faleceu precocemente aos 21 anos, no filme : Primaveras(2005), gravado no município de Casimiro de Abreu - Rio de Janeiro. Direção de Bernardo Belfort.

## Musa
No carnaval carioca de 2015 na Marquês de Sapucaí, foi convidada pela escola de samba, Acadêmicos do Cubango, a desfilar como destaque de chão. Sua personagem foi: Musa da Riqueza, onde levantou milhares de foliões na apoteose com muito samba no pé e esplendor ornado com mais de 600 plumas de faisão, cravejado com cristais austríacos swarovski.
Foi a celebridade escolhida pelo CEO da Revista Mais Bonita, para figurar na capa da edição especial comemorativa do Dia Internacional da Mulher, representando o gênero.
Capa também da Revista Brazilian Times Magazine em Nova Iorque, cujo conteúdo celebra sua carreira, conferindo-lhe o Prêmio Notable Award em Nova Iorque.
Foi a celebridade escolhida pela fotógrafa da Coluna Direto da Fonte do Jornal Estadão, Silvana Garzaro, para representar projeto sobre nu artístico na Revista Veja SP.

## Imortal
Em junho de 2015 foi eleita por unanimidade, a mais jovem Imortal do Brasil aos 44 anos, assumindo a cadeira de número 17 da Academia mais antiga do Estado do Rio de Janeiro, a Fluminense de Letras.
Em agosto de 2019, assumiu sua segunda Imortalidade, desta vez na cadeira patronada pela escultora francesa, Camille Claudel na Academia de Letras de São Paulo, tendo tido seu nome aprovado pela unanimidade de seus pares.
Em dezembro de 2021, assumiu sua terceira Imortalidade, a primeira no exterior, na Academia Internacional de Literatura Brasileira, sediada na Flórida - EUA - parte da Focus Brasil Foundation, cuja sede é em Nova Iorque.
Em março de 2022, assumiu sua quarta Imortalidade, a segunda no exterior, na Academia Luso Brasileira de Letras, cuja correspondência é em Portugal.
Foi a Imortal escolhida pelo Presidente da Academia de Letras-ACLASP, para prefaciar uma de suas obras em 2021.
Devido ao sucesso, foi novamente convidada em 2022 pelo Presidente, para escrever a contra capa do livro que comemora seus dez anos de carreira.

## Apresentações
Apresentou o Réveillon 2014/2015 de Niterói na praia de Icaraí, com show dos Paralamas do Sucesso, para um público de mais de meio milhão de pessoas. 
Pela segunda vez consecutiva, apresentou a noite de Reveillón de Niterói 2015/2016 para mais de 500 mil pessoas, fazendo a contagem regressiva e puxando o show de fogos que antecedeu o show da banda mineira, JQuest. Apresentou em dezembro o Prêmio Ser Humano 2016 na sede da Firjan-Rio, cuja outorga foi da ABRH-RJ- Associação Brasileira de Recursos Humanos. Pela terceira vez consecutiva, foi a apresentadora oficial do Reveillón da praia de Icaraí em Niterói, Rio de Janeiro. Desta vez, após a contagem regressiva e puxar o show pirotécnico para um público de mais de 800 mil pessoas, abriu o show do grupo Capital Inicial.
Em janeiro de 2017, foi convidada para apresentar o Prêmio outorgado pelo Instituto de Pós Graduação de Ciências da Saúde Carlos Chagas, ao Senador da República, Cristovam Buarque. Ainda no mesmo mês, foi convidada pelo Ministério Púbico Estadual do Rio de Janeiro para apresentar a posse de seu novo Procurador Geral do MP, eleito para o biênio - 2017/2019 - na sede do Órgão, no Centro do Rio.
Fechou o ano apresentando pela quarta vez consecutiva, o Reveillón de Niterói - Rio de Janeiro, para um público estimado em um milhão de espectadores, desta vez com show do Skank, o que lhe valeu o título de "Apresentadora de Mega Eventos Internacionais", consagrado pelo Guiness Book, o Livro dos Recordes Mundiais. Palestrou sobre Liberdade de Imprensa na sede da OAB-RJ. Apresentou pela quinta vez consecutiva o Reveillón de Niterói, na virada de 2018 para 2019 no palco principal da Praia de Icaraí, puxando a contagem regressiva e o show de fogos que precederam o show de Lulu Santos para um público de mais de um milhão de pessoas. Virou hexa apresentadora ao ser convidada pela Riotur para apresentar o seu sexto Reveillón consecutivo na virada para 2020, desta vez na Cidade Maravilhosa, puxando os shows de: JR, cantor Dani, dos grupos de pagode: Primeiro Amor e Revelação, assim como de Naldo Benny, antes de puxar a contagem regressiva e show de fogos para um público estimado de mais de 1 milhão de espectadores ao vivo.
Apresentou o Gospel in World, show beneficente no Shopping Barra World, que arrecadou 5 toneladas de alimentos não perecíveis a serem doados a instituições carentes. Pela oitava vez consecutiva, apresentou o Reveillòn do Rio em Copacabana. Palestrante no 7° Congresso Pacto pelo Brasil, no painel "Governança Corporativa - Ações que Influenciam Pessoas e Negócios", formulando propostas para avançar no desenvolvimento do Brasil com base nos ODS - Objetivos de Desenvolvimento Sustentável da ONU. Organizou e palestrou no evento - Governança o Futuro do Brasil, junto ao Ministro do Tribunal de Contas da União, Augusto Nardes na Elerj, braço educativo da Alerj, sob o tema: Governança no Poder Legislativo. Foi a oradora escolhida pela Universidade Cândido Mendes para representar a todos na sua formatura em Direito.